# Lee Smith (giocatore di football americano)
Joseph Smith, detto Lee (Powell, 21 novembre 1987), è un ex giocatore di football americano statunitense che ha militato nel ruolo di tight end nella National Football League (NFL). Fu scelto nel corso del quinto giro (159º assoluto) del Draft NFL 2011 dai New England Patriots. Al college ha giocato a football alla Marshall University. È il figlio dell'ex offensive tackle dei Dallas Cowboys Daryle Smith.

## Carriera

### New England Patriots
Smith fu scelto nel corso del quinto giro del Draft 2011 dai New England Patriots ma fu tagliato il 3 settembre 2011 prima dell'inizio della stagione regolare.

### Buffalo Bills
Il 4 settembre 2011, Smith firmò con i Buffalo Bills. La sua prima gara da professionista la disputò il 2 ottobre 2011 contro i Cincinnati Bengals. Nella sua stagione da rookie disputò un totale di 10 partite, 3 delle quali come titolare, ricevendo complessivamente 11 yard. Nella settimana 12 della stagione 2012, Smith segnò il suo primo touchdown su ricezione nella partita contro gli Indianapolis Colts. Il secondo lo segnò due settimane dopo contro i St. Louis Rams. La sua stagione si concluse con 4 ricezioni per 13 yard e 2 touchdown in 16 presenze, 7 delle quali come titolare

### Oakland Raiders
Il 10 marzo 2015, Smith firmò un contratto triennale del valore di 9 milioni di dollari con gli Oakland Raiders.

### Buffalo Bills
Nel 2019 Smith firmò per fare ritorno ai Buffalo Bills.

### Atlanta Falcons
Nel marzo del 2021 Smith fu scambiato con gli Atlanta Falcons per una scelta degli ultimi giri del Draft 2022.